# Délirium Café
Délirium Café je bar v Bruselu, který nabízí více než 2000 druhů piv. V lednu 2004 byl zapsán do Guinnessovy knihy rekordů jako místo, kde lze zakoupit 2004 druhů piva. Lze zde koupit celou řadu piv z Belgie a  více než 60 zemí světa.
Bar se nachází ve slepé uličce Impasse de la Fidélité / Getrouwheidsgang, jedné z postranních ulic odbočujících z Rue des Bouchers / Beenhouwersstraat (proslulé množstvím restaurací).
Naproti baru je umístěna soška čůrající holčičky – Jaenneke Pis, která je protikladem světoznámého symbolu Bruselu – čůrajícího chlapečka (Manneken Pis). Jsou zde také bary specializované na rum a absinth, rovněž se širokým sortimentem z celého světa.